# 右近・左近
右近・左近（うこん さこん）は、山形県に伝わる狐の説話。

## 内容
江戸時代。米沢藩が江戸幕府へ宛てた書状を書いた。藩命を受けた飛脚が書状を入れた御状箱を持ち、江戸へ向った。
ところがその後で、飛脚に持たせたものが本物の書状ではなく下書きの方であることがわかった。既に飛脚は遥か彼方。ろくな通信手段もないこの時代、城では大騒ぎとなった。
そこで城代が飼っていた右近（うこん）と左近（さこん）という狐が呼ばれた。この2匹は飯綱の法を会得しており、本物の書状を持って飛脚を追った（右近と左近、どちらかは不明）。
一方そんな騒ぎを知らない飛脚は、間もなく江戸に差掛る頃の場所で、走りに走って疲れたことから路傍で休憩をとった。すると傍らの御状箱で何やら音がする。咄嗟に中を確かめたが、異常はない。慌てた飛脚は休憩を切り上げて江戸へ急いだ。
やがて幕府が飛脚の書状を受け取ったが、米沢へのお咎めは何もなかった。飛脚が休んでいる隙に、城代の狐が書状をすり替えておいたのである。
狐は米沢へと帰って来たが、一昼夜で飛脚のもとまで往来した疲労から、城に戻るなり倒れて息絶えてしまったという。